# Röxe
Röxe ist ein Stadtteil der Hansestadt Stendal im Landkreis Stendal in Sachsen-Anhalt, (Deutschland).

## Geographie
Der Stadtteil liegt südwestlich der Stendaler Innenstadt, westlich der Bundesstraße 189.

## Geschichte

### Mittelalter bis Neuzeit
Es wird angenommen, dass Röxe wendischen Ursprungs ist. Im Jahre 1188 wurde die Mühle im Ort erwähnt als molendinum Rokenzhe. Sie war in Besitz des Domstifts in Stendal. Weitere Nennungen sind 1197 uille rokinze und 1207 rokence. 1322 vereignete die Agnes Herzogin von Braunschweig dem Domstift eine Getreidehebung in villa Rökez. Im Landbuch der Mark Brandenburg von 1375 wird das Dorf als Roytze aufgeführt. Bereits 1687 heißt das Dorf Röxe.
Obwohl seit etwa dem 13. Jahrhundert eine Kirche bestand, hatte das Dorf bis in das 17. Jahrhundert keinen eigenen Pfarrer. Durch die Industrialisierung und den Bau der Eisenbahn am Ende des 19. Jahrhunderts stieg die Bevölkerungszahl deutlich an: von 117 im Jahre 1871 auf 1.415 im Jahre 1900. Neue Industriebetriebe entstanden: Die Rütgerswerke 1893, das Eisenmöbelwerk 1889, die Schwarzpresse AG und die Firma Schlüsselburg. 1903 kam es zu einem Großbrand im Dorf, bei dem weite Teile des Orts zerstört wurden. 1904/05 wurde eine neue Kirche gebaut, die 1931 den Namen Lutherkirche erhielt. Die alte Kirche wird seitdem als Friedhofskapelle genutzt. Seit 1912 verbindet der Röxer Tunnel, der unter den Eisenbahnanlagen verläuft, Röxe mit der Kernstadt Stendal.

### Zweiter Weltkrieg
Bei einem US-Luftangriff gegen Ende des Zweiten Weltkriegs, am 22. Februar 1945, war das Hauptziel wohl der Bahnhof Stendal, besonders getroffen wurde jedoch der benachbarte Ort Röxe. 73  Boeing B-17 „Flying Fortress“ warfen 214 Tonnen Bomben, danach kamen die Mustang-Begleitjäger als Tiefflieger. Viele Häuser wurden stark beschädigt oder zerstört, darunter Ackerhöfe, ein Teil des Schulgebäudes, das Turnerheim, die Gaststätte „Kaiser Friedrich“ und das Spritzenhaus der Freiwilligen Feuerwehr. Das Umspannwerk wurde durch eine Luftmine schwer getroffen. Auf dem Gelände der Schwellentränke der Rütgerswerke wurden nahezu 200 Bombentrichter gezählt. Hierhin hatten sich viele Soldaten aus einem Transportzug im Bahnhof geflüchtet. Bei dem Angriff starben 200 Einwohner von Röxe, darunter viele Frauen und Kinder, und 400 Soldaten.
Im Rahmen der Zwangskollektivierung der Landwirtschaft in der DDR trat 1961 August Goethe als letzter Bauer in Röxe der LPG bei.

### Eingemeindungen
Am 1. April 1906 wurde, nach mehrjährigen Bemühungen um Beibehaltung der Selbstständigkeit, die Landgemeinde Röxe in die Stadt Stendal eingemeindet.

### Einwohnerentwicklung
| Jahr | Einwohner |
| ---- | --------- |
| 1734 | 100       |
| 1772 | 061       |
| 1790 | 089       |
| 1798 | 092       |
| 1801 | 085       |

| Jahr | Einwohner |
| ---- | --------- |
| 1818 | 073       |
| 1840 | 104       |
| 1864 | 111       |
| 1871 | 117       |
| 1885 | 178       |

| Jahr | Einwohner |
| ---- | --------- |
| 1895 | [0]0797   |
| 1900 | [00]1415  |
| 2012 | [0]1579   |
| 2014 | [0]1639   |

## Religion
Die evangelische Kirchengemeinde Röxe, die früher zur Pfarrei der Domkirche in Stendal gehörte, heißt heute Luthergemeinde Röxe und wird betreut vom Pfarrbereich Stendal, Süd-West im Kirchenkreis Stendal im Bischofssprengel Magdeburg der Evangelischen Kirche in Mitteldeutschland.

## Kultur und Sehenswürdigkeiten

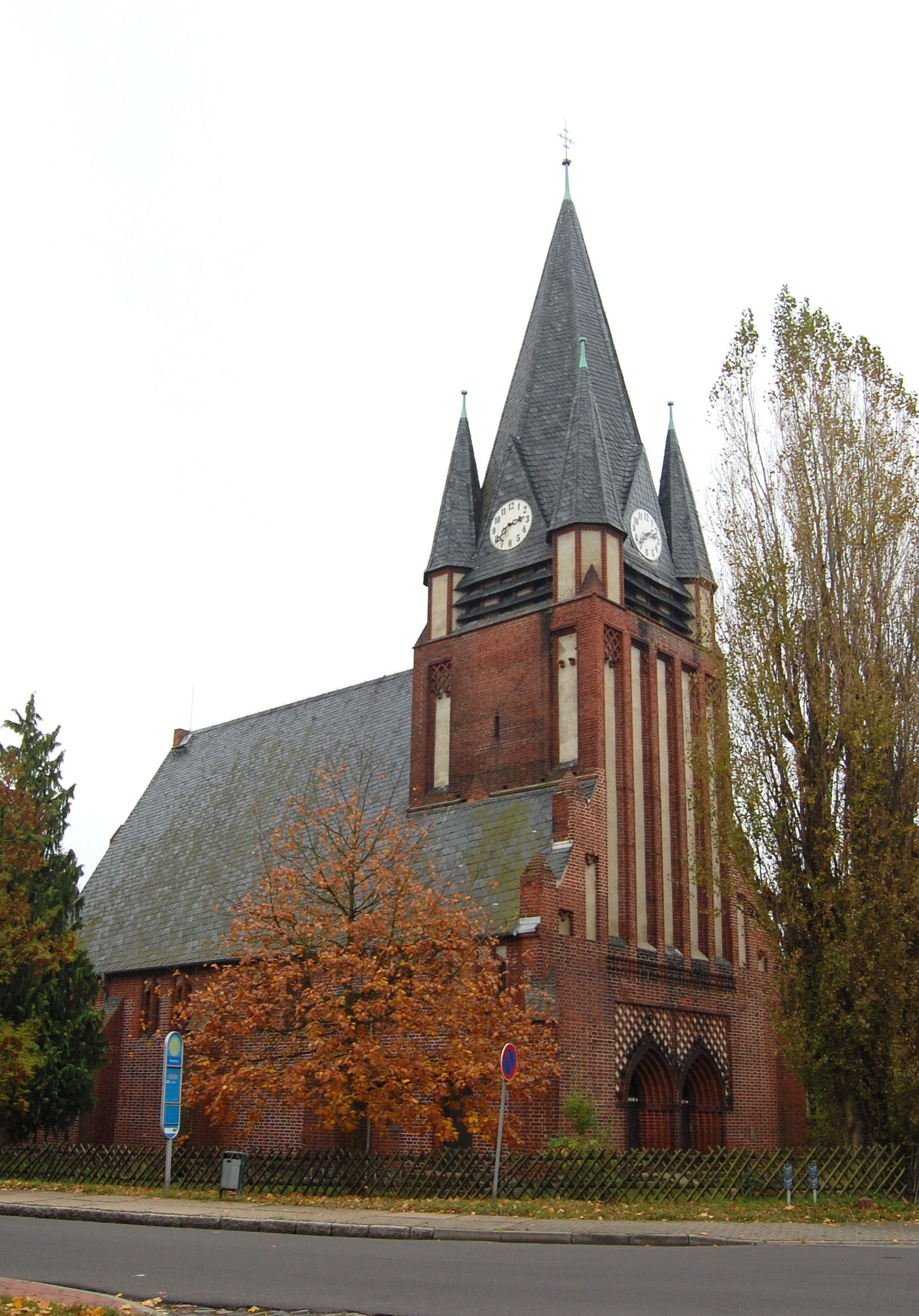
Evangelische Lutherkirche (erbaut 1904/05)

- Die Alte Dorfkirche Röxe, ein Feldsteinbau und die neugotische, aus Backsteinen errichtete Lutherkirche[17] stehen unter Denkmalschutz.
- Auf dem Dorffriedhof findet sich ein großer Gedenkstein mit der Inschrift: Joh. 14,6: „Ich bin der Weg und die Wahrheit und das Leben; niemand kommt zum Vater außer durch mich“. Daneben links eine kleine, erklärende Tafel: „Den Toten des Bombenangriffs vom 22. Februar 1945“.
- Ein Kilometer südlich von Röxe liegt der Sowjetische Ehrenfriedhof Stendal, auf dem 262 Angehörige der Roten Armee, sowjetische Kriegsgefangene und Zwangsarbeiter bestattet sind.

## Verkehr
Es verkehren Linienbusse und Rufbusse von Stendalbus.